# Jeonbuk Hyundai Motors FC
Jeonbuk Hyundai Motors (tiếng Hàn Quốc: 전북 현대 모터스) là một câu lạc bộ bóng đá chuyên nghiệp có trụ sở tại thành phố Jeonju, tỉnh Jeonbuk, Hàn Quốc. Jeonbuk thi đấu tại Sân vận động World Cup Jeonju ở Jeonju, thủ phủ của Jeonbuk (Bắc Jeolla). Họ giành chức vô địch K-League lần đầu năm 2009. Trước đó, câu lạc bộ giành chức vô địch AFC Champions League năm 2006, qua đó trở thành câu lạc bộ Đông Á đầu tiên vô địch AFC Champions League sau khi giải đấu thay đổi thể thức năm 2003, và lần đó họ cũng trở thành đội duy nhất trên thế giới giành chức vô địch châu lục mà chưa từng giành được danh hiệu quốc nội. Chức vô địch đó giúp Jeonbuk tham dự FIFA Club World Cup vào tháng 12 năm 2006. Jeonbuk giành được ba chức vô địch Cúp Quốc gia Hàn Quốc các năm 2000, 2003 và 2005.
Màu áo của câu lạc bộ là màu xanh lá mạ cũng là màu của tỉnh Jeonbuk.

## Tài trợ áo đấu
- 1995: Ludis
- 1996: Fuerza Sports
- 1997–03: Adidas
- 2004: Umbro
- 2005–06: Reebok
- 2007–: Hummel

## Kết quả
| Mùa  | Hạng | Số đội | Vị trí | FA Cup    | AFC CL    |
| ---- | ---- | ------ | ------ | --------- | --------- |
| 1995 | 1    | 8      | 7      | –         | –         |
| 1996 | 1    | 9      | 5      | Chung kết | -         |
| 1997 | 1    | 10     | 6      | Vòng 1/8  | –         |
| 1998 | 1    | 10     | 6      | Vòng 1/8  | –         |
| 1999 | 1    | 10     | 7      | Chung kết | –         |
| 2000 | 1    | 10     | 4      | Vô địch   | –         |
| 2001 | 1    | 10     | 9      | Chung kết | –         |
| 2002 | 1    | 10     | 7      | Chung kết | –         |
| 2003 | 1    | 12     | 5      | Vô địch   | –         |
| 2004 | 1    | 13     | 6      | Chung kết | Chung kết |
| 2005 | 1    | 13     | 12     | Vô địch   | –         |
| 2006 | 1    | 14     | 11     | Vòng 1/8  | Vô địch   |
| 2007 | 1    | 14     | 8      | Vòng 1/8  | Chung kết |
| 2008 | 1    | 14     | 4      | Chung kết | -         |
| 2009 | 1    | 15     | 1      | Chung kết | -         |
| 2010 | 1    | 15     | 3      | Chung kết | Chung kết |
| 2011 | 1    | 16     | 1      | Vòng 1/8  | Chung kết |
| 2012 | 1    | 16     | 2      | Chung kết | Vòng bảng |
| 2013 | 1    | 14     | 3      | Chung kết | Vòng 1/8  |
| 2014 | 1    | 12     | 1      | Chung kết | Vòng 1/8  |
| 2015 | 1    | 12     | 1      | Vòng 1/8  | Chung kết |
| 2016 | 1    | 12     | 2      | Vòng 1/8  | Vô địch   |

## Danh hiệu

### Quốc nội

#### Chuyên nghiệp
- K League Classic / K League 1

Vô địch (9): 2009, 2011, 2014, 2015, 2017, 2018, 2019, 2020, 2021
Á quân (2): 2012, 2016
- FA Cup

Vô địch (5): 2000, 2003, 2005, 2020, 2022
Á quân (2): 1999, 2013
- Super Cup

Vô địch (1): 2004
Á quân (2): 2001, 2006

#### Dự bị
- Cúp Tổng thống Hàn Quốc

Á quân (1): 1999

### Quốc tế
- AFC Champions League

Vô địch (2): 2006, 2016
Á quân (1): 2011
- Cúp các câu lạc bộ đoạt cúp bóng đá quốc gia châu Á

Á quân (1): 2002

## Huấn luyện viên
Tính tới 28 tháng 6 năm 2013, Chỉ tính các trận ở K-League.
| # | Tên            | Từ                    | Tới            | Mùa              | Kết quả | Kết quả | Kết quả | Kết quả | Ghi chú |
| # | Tên            | Từ                    | Tới            | Mùa              | Tr      | T       | H       | B       | Ghi chú |
| - | -------------- | --------------------- | -------------- | ---------------- | ------- | ------- | ------- | ------- | ------- |
| 1 | Cha Kyung-bok  | 1994/11/26            | 1996/12/05     | 1995–96          | 75      | 23      | 16      | 36      |         |
| 2 | Choi Man-hee   | 1996/12/06            | 2001/07/18     | 1997–01          | 160     | 53      | 32      | 75      |         |
| C | Nam Dae-sik    | 2001/07/18            | 2001/10/03     | 2001             | 14      | 2       | 6       | 6       |         |
| 3 | Cho Yoon-hwan  | 2001/10/04            | 2005/06/12     | 2001–05          | 137     | 47      | 48      | 42      |         |
| C | Kim Hyung-yul  | 2005/06/13            | 2005/07/10     | 2005             | 7       | 2       | 1       | 4       |         |
| 4 | Choi Kang-hee  | 2005/07/04 2013/06/28 | 2011/12/21 nay | 2005–11 2013–nay | 231     | 103     | 60      | 68      |         |
| C | Lee Heung-sil  | 2012/01/05            | 2012/12/12     | 2012             | 44      | 23      | 13      | 9       |         |
| C | Fabio Lefundes | 2012/12/20            | 2013/06/30     | 2013             | 13      | 6       | 4       | 3       |         |
| C | Shin Hong-gi   | 2013/06/25            | 2013/06/27     | 2013             | 1       | 0       | 0       | 1       |         |

## Đội hình

### Đội hình hiện tại
Tính đến ngày 11 tháng 2, 2024
Ghi chú: Quốc kỳ chỉ đội tuyển quốc gia được xác định rõ trong điều lệ tư cách FIFA. Các cầu thủ có thể giữ hơn một quốc tịch ngoài FIFA.
| Số | VT | Quốc gia     | Cầu thủ              |
| -- | -- | ------------ | -------------------- |
| 1  | TM | Hàn Quốc     | Kim Jeong-hoon       |
| 2  | HV | Cộng hòa Séc | Tomáš Petrášek       |
| 3  | HV | Hàn Quốc     | Jeong Tae-wook       |
| 4  | TV | Hàn Quốc     | Park Jin-seop        |
| 5  | HV | Hàn Quốc     | Jang Min-jun         |
| 6  | TV | Hàn Quốc     | Lee Soo-bin          |
| 7  | TV | Hàn Quốc     | Han Kyo-won          |
| 8  | TV | Hàn Quốc     | Lee Yeong-jae        |
| 9  | TĐ | Brasil       | Tiago Orobó          |
| 10 | TĐ | Hàn Quốc     | Song Min-kyu         |
| 11 | TV | Hàn Quốc     | Lee Dong-jun         |
| 13 | TM | Hàn Quốc     | Jeong Min-ki         |
| 14 | HV | Hàn Quốc     | Lee Jae-ik           |
| 15 | HV | Hàn Quốc     | Ku Ja-ryong          |
| 16 | TĐ | Hàn Quốc     | Park Jae-yong        |
| 17 | HV | Hàn Quốc     | Ahn Hyeon-beom       |
| 18 | TĐ | Hàn Quốc     | Lee Jun-ho           |
| 19 | TV | Ghana        | Nana Boateng         |
| 21 | HV | Hàn Quốc     | Park Chang-woo       |
| 22 | HV | Hàn Quốc     | Jeong Woo-jae        |
| 23 | HV | Hàn Quốc     | Kim Jin-su (captain) |
| 24 | HV | Hàn Quốc     | Ma Ji-kang           |
| 25 | HV | Hàn Quốc     | Choi Chul-soon       |
| 26 | HV | Hàn Quốc     | Hong Jeong-ho        |
| 27 | TV | Hàn Quốc     | Moon Seon-min        |

| Số | VT | Quốc gia | Cầu thủ             |
| -- | -- | -------- | ------------------- |
| 28 | TV | Hàn Quốc | Maeng Seong-ung     |
| 29 | TV | Hàn Quốc | Lee Ji-hoon         |
| 30 | TV | Hàn Quốc | Lee Kyu-dong        |
| 31 | TM | Hàn Quốc | Gong Si-hyeon       |
| 32 | TV | Hàn Quốc | Kim Rae-woo         |
| 33 | TV | Hàn Quốc | Jeon Byung-kwan     |
| 34 | TV | Hàn Quốc | Um Seung-min        |
| 35 | TV | Hàn Quốc | Kang Yeong-seok     |
| 36 | TV | Hàn Quốc | Jang Nam-ung        |
| 37 | TV | Hàn Quốc | Park Jun-beom       |
| 38 | TM | Hàn Quốc | Kim Tae-yang        |
| 39 | HV | Hàn Quốc | Kim Tae-hwan        |
| 40 | HV | Hàn Quốc | Lee Woo-yeon        |
| 47 | TV | Hàn Quốc | Park Chae-joon      |
| 49 | TĐ | Hàn Quốc | Sung Jin-young      |
| 50 | HV | Hàn Quốc | Jin Si-woo          |
| 55 | TM | Hàn Quốc | Hwang Jae-yun       |
| 70 | HV | Hàn Quốc | Park Si-hwa         |
| 77 | TV | Hàn Quốc | Kwon Chang-hoon     |
| 80 | TĐ | Brasil   | Marcus Vinicius     |
| 88 | TV | Hàn Quốc | Park Kyu-min        |
| 96 | TV | Hàn Quốc | Park Ju-yeong       |
| 98 | TĐ | Brasil   | Hernandes Rodrigues |
| 99 | TV | Hàn Quốc | Kim Chang-hoon      |

Số 12 dành cho cổ động viên Jeonbuk Hyundai Motors, 'Mad Green Boys'.

### Cho mượn
Ghi chú: Quốc kỳ chỉ đội tuyển quốc gia được xác định rõ trong điều lệ tư cách FIFA. Các cầu thủ có thể giữ hơn một quốc tịch ngoài FIFA.
| Số | VT | Quốc gia | Cầu thủ                                                |
| -- | -- | -------- | ------------------------------------------------------ |
| —  | TM | Hàn Quốc | Jeon Ji-wan (tới FC Ryukyu)                            |
| —  | TM | Hàn Quốc | Kim Jun-hong (tới Gimcheon Sangmu vì nghĩa vụ quân sự) |
| —  | HV | Hàn Quốc | Lee You-hyeon (tới Gangwon FC)                         |
| —  | TV | Hàn Quốc | Kang Sang-yoon (tới Suwon FC)                          |

| Số | VT | Quốc gia | Cầu thủ                                               |
| -- | -- | -------- | ----------------------------------------------------- |
| —  | TV | Hàn Quốc | Kim Jin-gyu (tới Gimcheon Sangmu vì nghĩa vụ quân sự) |
| —  | TV | Hàn Quốc | Lee Min-hyuk (tới Gyeongnam FC)                       |
| —  | TV | Hàn Quốc | Oh Jae-hyeok (tới Seongnam FC)                        |

## Ban huấn luyện

### Huấn luyện
- Huấn luyện viên trưởng:  Choi Kang-hee
- Trợ lý HLV:  Shin Hong-gi
- HLV:  Park Choong-kyun,  Kim Sang-sik
- HLV thể lực:  Fabio Lefundes
- HLV thủ môn:  Choi Eun-sung
- Tuyển trạch viên:  Cha Jong-bok
- Giám đốc đội trẻ (U-15):  Ahn Jae-suk
- Giám đốc đội trẻ (U-18):  Kim Kyeong-ryang
- HLV đội trẻ (U-18):  Kim Jong-chun
- HLV thủ môn đội trẻ (U-18):  Kim Ji-woon

### Hỗ trợ
- Bác sĩ câu lạc bộ:  Song Ha-heon
- Trợ lý bác sĩ:  Kim Byung-woo
- Trợ lý bác sĩ:  Lee Hyun-ju
- Trợ lý bác sĩ:  Lee Hyuk-jun
- Phiên dịch viên:  Kim Min-soo